# The Singles Collection (album Jimiego Hendriksa)
The Singles Collection – wydany pośmiertnie, w 2003 roku album kompilacyjny utworów Jimiego Hendrixa.  Wydawnictwo jest niepełnym zbiorem singli artysty.

## Lista utworów
| CD 1 - „Hey Joe” (Billy Roberts) - „Stone Free” CD 2 - „Purple Haze” - „51st Anniversary” CD 3 - „The Wind Cries Mary” - „Highway Chile” CD 4 - „Burning of the Midnight Lamp” - „The Stars That Play with Laughing Sam's Dice” CD 5 - „Foxy Lady” - „Manic Depression” CD 6 - „Crosstown Traffic” - „Gypsy Eyes” | CD 7 - „Voodoo Child (Slight Return)” - „Hey Joe” (Roberts) - „All Along the Watchtower” (Bob Dylan) CD 8 - „Stepping Stone” - „Izabella” CD 9 - „Dolly Dagger” - „Night Bird Flying” CD 10 - „Little Drummer Boy” (Katherine K. Davis) - „Silent Night” (Josef Mohr, Franz Gruber) - „Auld Lang Syne” (Robert Burns, Traditional) - „Three Little Bears” |

## Twórcy
- Jimi Hendrix – gitara, śpiew
- Mitch Mitchell – perkusja
- Noel Redding – gitara basowa
- Billy Cox – gitara basowa (CD8, CD9, CD10)
- Buddy Miles – perkusja (CD8, CD10)

## Źródła
- Sean Westergaard: The Singles Collection. AllMusic. [dostęp 2021-02-17]. [zarchiwizowane z tego adresu (2021-02-17)]. (ang.).